# Lina (歌手)
Lina（1977年2月26日—），日本女歌手。MAX成員。本名。出身於沖繩縣那霸市。

## 來歷
- 那霸市立古藏小學[1]、那霸市立古藏中學（日语：那覇市立古蔵中学校）[2]畢業。
- 1994年10月，與宮內玲奈（之後藝名Reina）一起加入SUPER MONKEY'S。之後在日本電視台系列綜藝節目《That's 娛樂之宴（日语：夜も一生けんめい。）》準常駐演出。
- 1995年4月開始在日本電視台系列綜藝節目《THE今夜暢銷進行曲（日语：THE夜もヒッパレ）》常駐演出。與此同時，除了安室奈美惠以外的4名成員將以MAX開始活動。即使MAX推出單曲CD出道、安室加入avex之後，4人除了作為安室的伴舞團參加了單曲《Body Feels EXIT》和《Chase the Chance》之外，並以組合名義舉辦現場演出，繼續5人活動。
- 1995年12月，在沖繩會議中心（日语：沖縄コンベンションセンター）進行了第一次沖繩凱旋歸來現場演出，動員了4000人。由於是期待已久的家鄉首場公演，在加演主持中，全員感動得熱淚盈眶。
- 1996年3月～5月，舉辦首次全國巡演「mistio（日语：mistio） presents AMURO NAMIE with SUPER MONKEY'S TOUR '96」，包含在日本武道館、大阪城展演廳（21號禮堂演出）進行。此時由於安室的高潮和MAX的突破，兩邊分開活動變得引人注目，5人一起在電視上的演出也明顯減少。同年8月至9月，舉辦戶外演唱會「SUMMER PRESENTS '96 AMURO NAMIE with SUPER MONKEY'S」。9月1日，即5人活動的最後一天，於千葉海洋球場的公演結束後，暫停了團體活動（實際上已解散），從此專注於各項活動。
- 於Mina回歸MAX之前（約2007年），臨時負責電視節目和活動的主唱。
- 2019年，接受前DA PUMP成員YUKINARI的邀請進行約兩個月RIZAP（日语：RIZAPグループ）的瘦身挑戰。成功減重6.5公斤，體脂肪率-5.9%，腰圍-9.0厘米，在廣告中時隔13年首次展示泳裝姿態[3]。

## 人物
- 身高159cm。O型血。MAX成員唯一單身。
- 出道後有一段時間英文是寫「Rina」，從1997年左右開始改為「Lina」。
- 其個人活動大部分從事雜誌模特兒的工作。經常在自身部落格發表私人服裝。
- 勤奮好學，正在自學習英語會話。也參加烹飪班，似乎每個月去一次。還有擅長編織，每年冬天都會將親手編織的毛衣和其他禮物送給家人和朋友。
- 喜歡的類型是邁克爾·J·福克斯。崇拜的男性是B'z的稻葉浩志[4]。有一次，稻葉一個人在電梯裡，成員們把她推回去說：「這是妳一個人的機會！」因此緊張到身體變得很熱，又流鼻水。當時的心情被表述為「就像吃拉麵的時候一樣」。此外，Lina在NHK大阪放送局綜藝節目《大阪發疾走舞台 WEST WIND（日语：大阪発疾走ステージ WEST WIND）》表示「這是我一生中最震驚的事件」。
- 《北斗神拳》的忠實粉絲，因此家裡有北斗神拳的角子機台。

## 逸事
- 曾在電視節目中說「我小時候就在天上飛過」。值得一提的是，她在TBS系列綜藝節目《節奏寶貝》的企劃中體驗了跳傘。另外，在《愛情Velfarre Dance ～Saturday Night～（日语：恋するヴェルファーレダンス 〜Saturday Night〜）》的歌詞中，有一段唱到「小的時候我在天上飛」。
- 暱稱「查猜（英语：Chartchai Chionoi）」（泰國前拳擊手），這是她在1997年4月作為來賓上TBS系列音樂節目《歌番》時，該節目主持人石橋貴明（隧道二人組）取的。此外在富士電視台音樂節目《HEY！HEY！HEY！MUSIC CHAMP》演出時，因為松本人志不記得MAX所有名成員的名字，就說「讓我決定一個名字」，結果只有Lina命名叫「青菜（アオナ）」。
- 還有，在《歌番》中，經常被中居正廣和石橋貴明調侃為天然角色（日语：キャラ (コミュニケーション)）。此外，曾在節目中表演爵士鼓演奏，但草率得讓石橋啞口無言。
- 最終的是讓每一位MAX成員都變得獨立，達到一個人可以變得獨立的時代為目標。因此，Aki從MAX單飛後，直到最後也表現出反對Mina回歸MAX的態度。
- 畢業的中學附近有漫湖，校歌也有漫湖歌詞。曾在富士電視台的音樂綜藝節目《LOVE LOVE我愛你（日语：LOVE LOVEあいしてる）》（1997年5月31日播出）中演唱漫湖的歌詞部分。
- 演唱會上很少擔任主持人，一方面經常用歌曲的間奏來煽動觀眾。但是正如上面所說的，她擅長英語會話，所以在紐約的現場演出全場由Lina主持。

## 演出

### 電視劇
- 湘南利物浦學院（日语：湘南リバプール学院）（1995年，富士電視台）—飾 中村朝美
- 甜蜜的惡魔（日语：スウィートデビル）（1998年，朝日電視台）—飾 香澤凪
- 水姑娘4（日语：ちゅらさん#ちゅらさん4）（2007年，NHK綜合）—飾 顧客
- 最棒的歐巴桑 中島春子（日语：最高のオバハン#テレビドラマ） 第2系列 第1話（2022年10月8日，東海電視台、富士電視台）—飾 由莉耶

### 電影
- 麗霆゛子 Ladies!! MAX（日语：麗霆゛子#麗霆゛子 レディース!!MAX）（1996年，PAL企劃（日语：パル企画））—飾 夏木由香里
- Give me a Shake Ladies MAX（日语：麗霆゛子#Give me a Shake レディースMAX）（1997年，PAL企劃）—飾 LINA

### 舞台
- 戲劇性回顧 「TARKIE THE STORY」（2022年2月10日—16日，品川恆星球（日语：アクアパーク品川#ステラボール））—飾 寶塚少女歌劇團員[5]

### 活動
- RED CARPET（2022年10月19日，東京電影俱樂部（日语：東京キネマ倶楽部））—作為特邀嘉賓出席活動，表演鋼管舞。

## 書籍

### 寫真集
- 《Lina Rhythm》（2002年5月，竹書房，攝影：TOMOYO）ISBN 978-4-8124-0901-5
- 《月刊 LINA》（2006年12月11日，新潮社）ISBN 978-4-10-790168-2
- 《LINA SINGS》（2007年12月22日，WANI BOOKS（日语：ワニブックス），攝影：玉川龍）ISBN 978-4-8470-4061-0

### 數位寫真集
- 《Hair Dance》（2022年1月11日，aliEnte，攝影：亞利桑那五郎（日语：伊島薫））
- （2023年1月15日，aliEnte，攝影：亞利桑那五郎）

## 外部連結
- Lips （日語）—Lina的官方個人部落格。
- Lina的Instagram帳戶 （日語）